# Kenshiro
Kenshiro (ケンシロウ?, Kenshirō) è un personaggio immaginario, protagonista del manga Ken il guerriero, scritto da Buronson e disegnato da Tetsuo Hara. Compare nello stesso ruolo anche nella serie televisiva anime e nelle varie opere derivate. Secondo Buronson, il design del personaggio è principalmente basato sull'artista marziale e attore Bruce Lee, combinato con influenze della serie cinematografica Mad Max.
Kenshiro, detto anche Ken, è il legittimo successore di un'antica arte marziale chiamata Divina Scuola di Hokuto, che gli consente di sconfiggere i suoi avversari attraverso la pressione di particolari punti del corpo umano, detti tsubo, i quali provocano la morte per esplosione interna. Nel corso della storia Kenshiro combatte contro vari briganti e predoni che minacciano i sopravvissuti a una guerra atomica che ha sconvolto il pianeta, e deve affrontare numerosi artisti marziali rivali, inclusi i suoi tre fratelli adottivi addestrati come lui nell'arte della Divina Scuola di Hokuto.
Kenshiro è diventato un personaggio molto popolare in Giappone e in Occidente. La sua battuta più conosciuta è "Tu sei già morto" (お前はもう死んでいる?, Omae wa mō shindeiru), pronunciata solitamente prima della morte di un nemico e che ha ispirato meme, omaggi e parodie.

## Ispirazione e creazione
L'autore Tetsuo Hara concepì inizialmente Kenshiro su suggerimento del suo curatore Nobuhiko Horie per due fumetti one-shot pubblicati nel 1983 su Fresh Jump e che costituiscono il prototipo di Ken il guerriero. In questa versione, ambientata nel Giappone degli anni ottanta, Kenshiro appare come un adolescente ed è il 23º successore della scuola di arti marziali Hokuto Shinken, testimone che ha ereditato da suo padre. Il suo carattere è inoltre più gioviale del Kenshiro del successivo manga serializzato, in quanto non ha ancora sperimentato le stesse difficoltà e non presenta le sue iconiche sette cicatrici sul petto. Nelle due storie, dopo che la fidanzata di Kenshiro, Yuki, viene assassinata dai sicari dalla scuola di arti marziali rivale Taizan e il ragazzo incastrato per la sua morte, Ken diventa un ricercato e si mette in viaggio in cerca di vendetta contro l'organizzazione. A questa versione del personaggio era stato dato il nome completo di Kasumi Kenshirō (霞 拳四郎?).
Il protagonista venne rimaneggiato da Buronson quando il manga Ken il guerriero fu trasformato in una serie regolare. Lo sceneggiatore inserì Kenshiro in un futuro post-atomico su ispirazione della serie cinematografica Mad Max, e lo rese un adulto modellandolo sull'attore e artista marziale Bruce Lee. Nell'opera il personaggio venne inoltre indicato con il solo nome di battesimo, scritto in katakana anziché in kanji.

## Descrizione
Ken è il sessantaquattresimo successore della Divina Scuola di Hokuto, l'arte marziale più letale del mondo, ed è un discendente del fondatore della Scuola stessa.
Dal carattere riservato e pacifico, di fronte ai soprusi commessi a scapito dei più deboli la sua ira esplode al punto di lacerare i suoi abiti e rivelare le sette cicatrici che porta sul petto e che formano l'Orsa Maggiore, la costellazione che protegge Hokuto: esse gli sono valse gli epiteti di "uomo dalle sette stelle" e "Uomo dalle sette cicatrici" (七つの傷の男?, Nanatsu no kizu no otoko); a causa della sua missione è stato anche ribattezzato "Il Salvatore della fine del secolo" (世紀末救世主?, Seikimatsu kyūseishu).
Di animo gentile e malinconico, Ken ha deciso di dedicare la sua vita nel trasformare "le lacrime in sorrisi" mettendo la sua enorme forza al servizio di chi non si può difendere. Inizialmente mirava soltanto a salvare la donna che amava per poter vivere con lei in pace; alla sua morte, tuttavia, assumerà il ruolo di salvatore vagando per il mondo per liberare chi è sottomesso alla crudeltà dei tiranni.

### Poteri e abilità
Kenshiro è il 64º successore dell'Hokuto Shinken (Divina Scuola di Hokuto), arte che gli ha donato molte abilità: la principale e più famosa è la conoscenza della collocazione e dei modi di manipolare gli tsubo, i tracciati dell'energia vitale degli esseri viventi, così da costringere l'avversario a compiere determinate azioni contro la sua volontà o addirittura ad esplodere dall'interno, ma anche per fini medici.
Altra peculiarità della tecnica di Hokuto è la capacità di decodificare rapidamente le tecniche altrui così da poterle usare a propria volta: questa abilità è chiamata "Riflesso dello Spirito" nell'OAV Ken il guerriero - La leggenda di Hokuto e Ken ne da dimostrazione durante il combattimento contro Shu, in cui usa i colpi della Gru Rossa di Nanto dopo aver osservato il combattimento tra Rei e Yuda, e nello scontro con Souther, che ferisce usando una tecnica di Shu.
Terza principale facoltà derivante dall'Hokuto Shinken è l'utilizzo della propria aura combattiva per spingere il corpo umano ben al di là delle sue capacità normali e, attraverso le tecniche più avanzate, usarla come arma per colpire in modo indiretto e a distanza gli tsubo dell'avversario.
Grazie infine all'immane tristezza di cui si è fatto carico (compresa quella degli avversari da lui sconfitti) Kenshiro è riuscito a raggiungere un livello di esistenza superiore che gli ha consentito di apprendere la tecnica ultima della Divina Scuola di Hokuto, la reincarnazione attraverso il nulla (無想転生?, musō tensei): essa in particolare gli consente di mettersi in contatto con l'aura combattiva e la forza di tutti i guerrieri che ha sconfitto incanalandole nel suo corpo e diventando intangibile e si rivelerà fondamentale nello scontro con il fratello Raoul.

## Biografia
Kenshiro nasce nella Terra dei Demoni ed è il fratello minore di Hyou, entrambi discendenti del ramo principale della dinastia di Hokuto. Ancora in fasce viene inviato in Giappone insieme a Raoul e Toki per sfuggire alla guerra che minaccia l'isola ed essere addestrato nella Divina Scuola di Hokuto da Ryuken. Ken viene quindi allevato e cresciuto dal maestro assieme a Raoul, Toki e Jagger, che impara a considerare suoi fratelli, e, nonostante sia il più giovane, viene infine scelto come nuovo successore della scuola. Dopo essere sopravvissuto alla guerra nucleare, Ken cerca di vivere in pace con la sua fidanzata Julia, fino a quando Jagger istiga Shin, un rivale in amore della Divina Scuola di Nanto, a sfidarlo. Nello scontro tra i due è Shin a prevalere e a infliggergli sul petto le iconiche sette cicatrici ferendolo con la punta delle dita, per poi lasciarlo per morto e allontanandosi con Julia. Questa sconfitta conferisce a Ken l'aggressività e la spietatezza che gli permettono di riprendersi e di vincere i numerosi duelli che deve affrontare nel corso del suo cammino.
L'arco narrativo iniziale è incentrato sul tentativo di Kenshiro di recuperare Julia da Shin. Nel suo peregrinare fa la conoscenza di due giovani orfani, Lynn, una bambina muta a cui restituisce la facoltà di parlare, e Burt, un giovane vagabondo, che diventano suoi compagni di viaggio. La ricerca di Ken lo porta a incontrare e affrontare banditi di ogni genere che minacciano i deboli e gli innocenti, e numerosi artisti marziali che si parano sul suo cammino, tra cui i sei guerrieri della Sacra Scuola di Nanto, un'arte assassina rivale, e i suoi tre fratelli adottivi. Il suo rivale maggiore diviene proprio Raoul, che a capo di un vasto esercito aspira a conquistare e a regnare sul mondo post-apocalittico come Re di Hokuto, sfidando ogni combattente che considera una minaccia. Dopo una lunga serie di battaglie contro, tra gli altri, Shin, Jagger e Souther, in cui Kenshiro perde numerosi amici e si rafforza sperimentando la rabbia e la tristezza, Ken esce vittorioso su Raoul e, ricongiuntosi con Julia, si ritira a vivere con lei gli ultimi anni di vita che le rimangono.
Anni dopo Kenshiro si ricongiunge con gli ormai cresciuti Burt e Lynn, che hanno formato l'Armata di Hokuto, per combattere la tirannia dell'Impero Centrale e i generali traviati della Sublime Scuola di Gento. Nonostante abbiano successo, Lynn viene rapita e condotta nel Paese dei Demoni, e Ken si mette al suo inseguimento per salvarla. Sull'isola il guerriero scopre la verità sulle sue origini ed è costretto a battersi con i tre generali delle tenebre, tra cui suo fratello Hyou, e Kaiou, il fratello maggiore di Raoul e Toki, che hanno acquisito la tecnica oscura dell'Arcana Arte di Hokuto.
Lasciata la Terra dei Demoni Kenshiro prende sotto la sua ala Ryu, il figlio di Raoul, per farlo diventare il nuovo successore della scuola di Hokuto. Viaggiando insieme Ken insegna a Ryu lo spirito di sacrificio e la determinazione per poi lasciarlo alle cure di un conoscente, convinto di non avere altro da insegnargli e che il ragazzo troverà da solo le risposte che cerca. Dopo una breve parentesi in cui perde la memoria, Ken recupera i propri ricordi grazie all'aiuto di Burt e Lynn, e, accomiatatosi dai suoi amici, si dirige da solo verso le lande desolate per portare a termine il proprio destino, proteggendo i deboli e attendendo la morte sul campo di battaglia.

## Altre opere
Kenshiro appare anche nelle due serie televisive anime tratte dal manga, in tutti i film d'animazione e OAV di Ken il guerriero, oltre che nei videogiochi della serie e in altri videogiochi crossover con altre proprietà Weekly Shōnen Jump.
Nella maggior parte degli adattamenti il guerriero riprende il suo ruolo originale del manga. In Ken il guerriero - Il film, tuttavia, Ken viene sconfitto nel duello con Raoul, il quale decide poi di risparmiarlo su intercessione di Lynn. Un'avventura di Ken successiva agli eventi del manga è inoltre raccontata da Buronson e Hara nel romanzo Jubaku no machi (呪縛の街?) del 1996 e nel suo adattamento OAV del 2003-2004 Ken il guerriero - La trilogia. In questa storia Kenshiro giunge nei pressi di una città governata dal tiranno Sanga, che opprime la popolazione e controlla le limitate risorse. Il guerriero unisce allora le forze agli abitanti del vicino Villaggio di Libertà per rovesciare Sanga e suo figlio Seiji.
Kenshiro è stato interpretato da numerosi doppiatori nei diversi media. Akira Kamiya lo ha doppiato per primo nelle serie televisive e in Ken il guerriero - Il film, nonché in alcuni videogiochi. È doppiato da Takehito Koyasu nell'OAV Ken il guerriero - La trilogia, da Hiroshi Abe nella serie di film Ken il guerriero - La leggenda, da Kunihiro Kawamoto nel videogioco Hokuto no Ken, da Hideo Ishikawa nel videogioco Raoh gaiden - Ten no haō, da Katsuyuki Konishi nei videogiochi Fist of the North Star: Ken's Rage, J-Stars Victory Vs e Jump Force, e da Takaya Kuroda nel videogioco Fist of the North Star: Lost Paradise. I doppiatori italiani che gli hanno prestato la voce sono invece: Alessio Cigliano nelle serie televisive, Sergio Luzi in Ken il guerriero - Il film, Massimo De Ambrosis in Ken il guerriero - La trilogia, e Lorenzo Scattorin in Ken il guerriero - La leggenda.
Il personaggio è stato infine interpretato da Gary Daniels nel film live action del 1995 Il ritorno di Kenshiro (Fist of the North Star), e doppiato in italiano da Andrea Mete.

## Accoglienza
Ken ha avuto moltissime recensioni positive da parte di riviste di manga e anime, e ha raggiunto la prima posizione in diversi sondaggi di popolarità. Soprattutto la serie anime ha decretato il suo successo planetario: negli anni ottanta è divenuto uno dei personaggi più famosi. Nel 2007 si è classificato al terzo posto nella lista dei personaggi di manga più forti di tutti i tempi, dietro a Goku e Doraemon.